# Mikkel Maigaard
Mikkel Maigaard Jakobsen (født 20. september 1995 i Danmark) er en dansk fodboldspiller, der spiller for den polske klub Cracovia.

## Karriere

### Esbjerg fB
Mikkel Maigaard kom til EfB fra Varde IF som 13-årig og begyndte på 7. årgang i eliteidrætsklasserne på Vestervangskolen, hvor morgentræning tre gange om ugen er integreret i skoleskemaet.
Han fik sin debut for førsteholdet den 26. september 2013 imod Aalborg Chang i DBU Pokalen. Han spillede hele kampen og scorede for Esbjerg i det 81. minut til 6-1. Kampen endte 7-1 til Esbjerg. Han spillede for første mod et professionelt hold, da han blev skiftet ind i det 82. minut i stedet for Jakob Ankersen i en UEFA Europa League-kamp mod Red Bull Salzburg, hvor Esbjerg tabte 0-3.
Maigaard skrev i april 2014 under på en ny kontrakt frem til sommeren 2015, hvilket samtidig indebar, at han blev en del af førsteholdstruppen fra sommeren 2014 sammen med tre andre U/19-spillere. Han fik rygnummer 14.

### Brabrand IF
Nogle måneder efter at have forladt Esbjerg i sommeren 2015, hvor hans kontrakt udløb, skrev han under med 2. divisionsklubben Brabrand IF.

### ÍBV Vestmannaeyjar
Den 1. februar 2016 blev det offentliggjort, at Maigaard skrev under på en toårig kontrakt med den islandske Úrvalsdeild-klub, ÍBV Vestmannaeyjar.